# 今代司酒造
今代司酒造株式会社（いまよつかさしゅぞう）は、1767年に創業した新潟市の酒蔵である。2006年からは、醸造アルコールの添加を一切行わない全国でも珍しい全量純米仕込みに切り替え、純米大吟醸酒、純米吟醸酒、純米酒のみを醸している。酒蔵見学や直売所も運営しており、トリップアドバイザーの新潟市観光ランキング（2017年度）で1位を獲得している。

## 概要
1767年に創業し、当初は酒の卸し業や旅館業、飲食業を商いにしていた。酒造りに本格参入したのは明治中期に入ってからである。阿賀野川の伏流水が出て、さらには栗ノ木川によって原料や製品の運搬に便利だった沼垂に蔵を構え、花街の料亭の職人たちによって鍛えられていった。
しかし、戦後の米不足と外来酒の流入により日本酒離れが進むなか、新潟清酒の代名詞であった今代司酒造も例外ではなく、倒産の危機を幾度も迎えることになった。ただし、造りを大きく減らすことになった今代司酒造では、この危機を酒造りに真剣に取り組む契機として、とりわけ、2006年からは、アルコール添加を一切行わない全量純米仕込みを行うようになった。2018年現在、1種類を除くほぼすべての酒において、麹米・掛米ともに新潟県産の酒造好適米を100％使用している。仕込み水は、菅名岳の天然水を用いている。
2011年には、NSGグループの和僑商店が増資を引きうけ、経営者の刷新とともに酒蔵や酒のラベルをモダン・デザインで整えた。そして、代表作となった清酒「錦鯉KOI」を発表し、グッドデザイン賞のほかニューヨーク、ロンドン、ドイツ、イタリア、香港などでデザイン賞（The One Show、Cannes Lions、D＆AD、iF Design Awardなど）を受賞した。
さらに、酒蔵見学を充実させ直売所を運営するようになり、2017年度の酒蔵来訪者は3万人を超え、旅行口コミサイト・トリップアドバイザーの「新潟市観光ランキング」では1位、「外国人来訪者に聞いた新潟市の地域資源に関する認知度ランキング」（2017年度）でも1位になった。
2018年には、さらに、酒蔵の入り口にあたる直売店の空間をリニューアルし、「日本酒ブティック」とした。日本酒のテイスティングスペースを広くとるとともに、多目的スペースを用意して、さまざまなワークショップやトークライブなどのイベント開催、外国人のインバウンドにつながる旅行プランなどが計画されている。

## 沿革
- 1767年 - 創業
- 1982年 - 酒蔵見学をはじめる
- 2006年 - 全量純米仕込みに切り替え
- 2011年 - NSGグループの和僑商店が増資
- 2015年 - 清酒「錦鯉」を発売
- 2018年 - 「日本酒ブティック」をオープン

## 銘柄
- 錦鯉
- 天然水仕込み純米酒 今代司
- 特別純米酒　今代司（五百万石）
- 純米吟醸　今代司
- 純米大吟醸　今代司
- 純米大吟醸 今代司 極上
- ブラック今代司　極辛口純米酒
- 寒明け 純米生原酒 今代司
- 新年一号 節分しぼり 純米大吟醸 無濾過生原酒 今代司
- あらばしり　純米吟醸　にごり生原酒　今代司
- しぼりたて　純米吟醸　生原酒　今代司
- 福酒 スパークリング 純米生酒
- 花柳界 甘口 純米吟醸